# Daniel Drothenberg
Daniel Drothenberg, född 1657 i Drothems församling, Östergötlands län, död 18 juli 1693 i Borgs församling, Östergötlands län, var en svensk präst.

## Biografi
Daniel Drothenberg föddes 1657 i Drothems församling. Han var son till kyrkoherden Arvidus Olai Scheningensis och Kerstin Tyste. Drothenberg blev 1679 student vid Uppsala universitet och prästvigdes 17 februari 1683. Han blev 1686 komminister i Södertälje. Drothenberg blev 1688 kyrkoherde i Borgs församling och tillträdde 1689. Han avled 1693 i Borgs församling och begravdes 27 augusti samma år. Hans gravsten flyttades till nya kyrkan.
Drothenberg var gift med Christina Nilsdotter från Norrköping. De fick tillsammans två barn. Nilsdotter gifte om sig första gången med sämskmakaren Hemming i Norrköping och andra gången med sämskmakaren Jonas Hartberg i Norrköping.